# Municipio de North (Minnesota)
El municipio de North (en inglés: North Township) es un municipio ubicado en el condado de Pennington en el estado estadounidense de Minnesota. En el año 2010 tenía una población de 708 habitantes y una densidad poblacional de 11,69 personas por km².

## Geografía
El municipio de North se encuentra ubicado en las coordenadas 48°8′32″N 96°10′29″O / 48.14222, -96.17472. Según la Oficina del Censo de los Estados Unidos, el municipio tiene una superficie total de 60.56 km², de la cual 59.46 km² corresponden a tierra firme y (1.81%) 1.1 km² es agua.

## Demografía
Según el censo de 2010, había 708 personas residiendo en el municipio de North. La densidad de población era de 11,69 hab./km². De los 708 habitantes, el municipio de North estaba compuesto por el 98.02% blancos, el 0.14% eran afroamericanos, el 0.85% eran amerindios, el 0.14% eran asiáticos, el 0.14% eran isleños del Pacífico, el 0.14% eran de otras razas y el 0.56% pertenecían a dos o más razas. Del total de la población el 2.26% eran hispanos o latinos de cualquier raza.